# مارتين سبيلمان
مارتين سبيلمان (بالدنماركية: Martin Spelmann)‏ (21 مارس 1987 في الدنمارك - ) هو لاعب كرة قدم دانمركي في مركز الوسط. شارك مع منتخب الدنمارك تحت 16 سنة لكرة القدم ومنتخب الدنمارك تحت 17 سنة لكرة القدم ومنتخب الدنمارك تحت 18 سنة لكرة القدم ومنتخب الدنمارك تحت 21 سنة لكرة القدم. أما مع النوادي، فقد لعب مع آرهوس جمناستيك فورينينغ وغنتشلربيرليغي ونادي أودنسه ونادي بروندبي ونادي هورسينس.

## روابط خارجية
- مارتين سبيلمان على موقع اتحاد النرويج (النرويجية)
- مارتين سبيلمان على موقع اتحاد تركيا (لاعب) (الإنجليزية)
- مارتين سبيلمان على موقع قاعدة بيانات كرة القدم.إي يو (الإنجليزية)
- مارتين سبيلمان على موقع Soccerway.com (الإنجليزية)
- مارتين سبيلمان على موقع عالم كرة القدم.نت (الإنجليزية)